# 12349 Akebonozou
12349 Akebonozou è un asteroide della fascia principale. Scoperto nel 1993, presenta un'orbita caratterizzata da un semiasse maggiore pari a 2,5369029 au e da un'eccentricità di 0,1862861, inclinata di 13,61300° rispetto all'eclittica.